# Efrata (Ort)

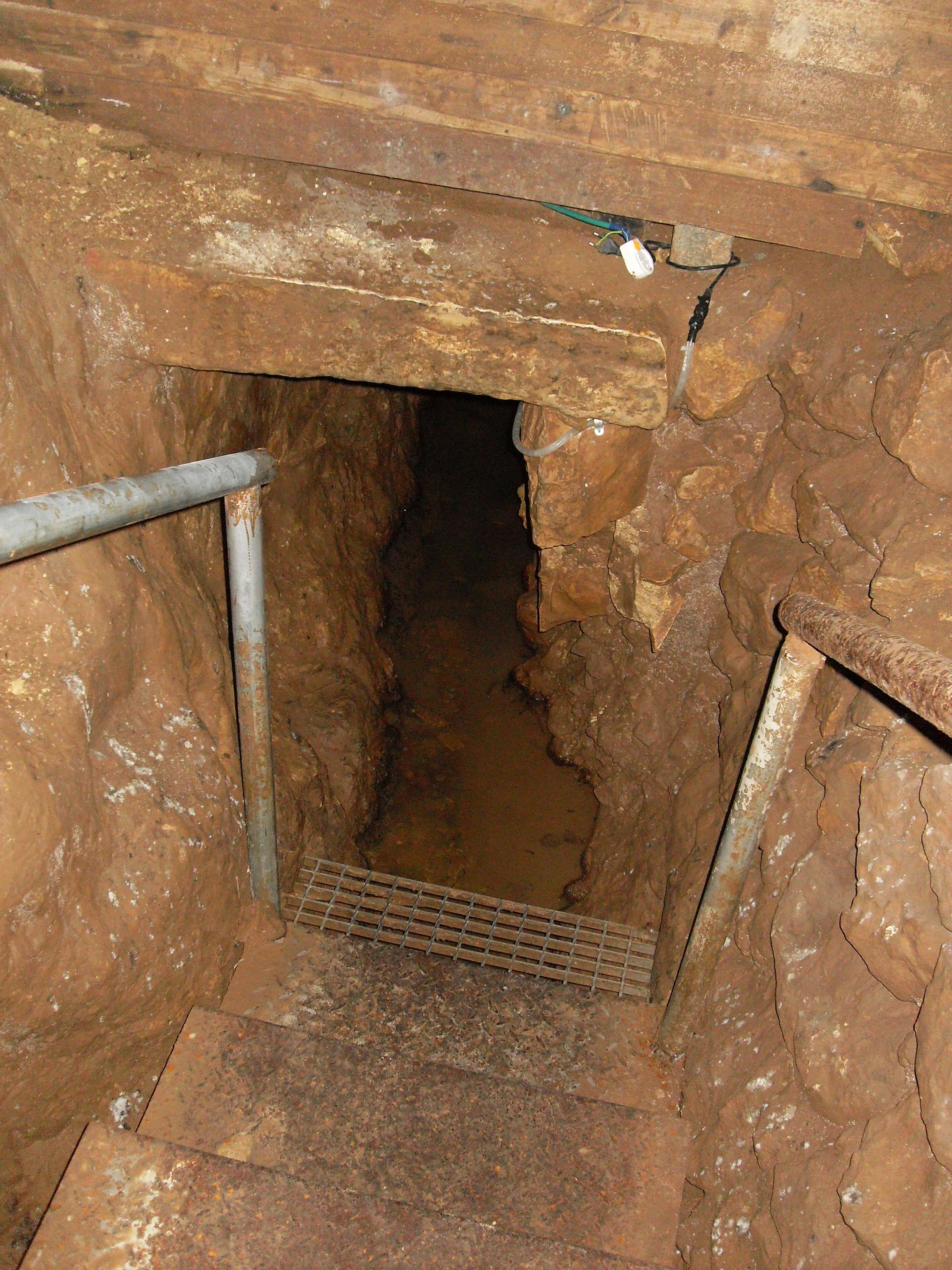
Aquädukt in der Nähe der Siedlung Efrata

In der Hebräischen Bibel wird Efrata erstmals in Genesis 35,16–20  erwähnt als der Ort, wo Rachel ihren Sohn Benjamin gebar und starb. Auch das Buch Josua erwähnt den Ort im Judäischen Bergland, der bei der Aufteilung der Städte Kanaans unter den Stämmen an den Stamm Juda fiel. Der Name wird in einer alten Tradition mit der Stadt Bethlehem in Verbindung gebracht. Historiker vermuten jedoch, dass die antike Siedlung südlich des heute bekannten Bethlehem lag.
Im Buch des Propheten Micha wird Efrata in einer bekannten Weissagung als Geburtsort des künftigen Messias genannt:

„Und du, Bethlehem Efrata, die du klein bist unter den Städten in Juda, aus dir soll mir der kommen, der in Israel Herr sei, dessen Ausgang von Anfang und von Ewigkeit her gewesen ist.“

Der Evangelist Matthäus bezieht diese Weissagung auf Jesus von Nazaret, der in Bethlehem geboren sei (Mt 2,5f ).
Mehrere Ortschaften wurden nach Efrata benannt, so etwa in den USA. Aber auch eine israelische Siedlung im Westjordanland in der Nähe von Bethlehem trägt offiziell den Namen Efrata, wird jedoch meist als Efrat bezeichnet. Daneben ist Efrata auch ein Personenname.